# Lista de membros de Black Sabbath
A banda britânica Black Sabbath teve várias formações durante seus anos de atividade. O guitarrista Tony Iommi é o único que está em todas as formações.

## Formação Original
Tony Iommi
Período: 1968-2006, 2011–2017, 2025
Instrumentos: guitarra
Instrumentos ocasionais: piano, flauta, teclados, sintetizador, órgão, mellotron
Álbuns gravados: todos os lançamentos do Black Sabbath
Geezer Butler
Período: 1968–1979, 1980–1985, 1990–1994, 1997–2017, 2025
Instrumentos: baixo, sintetizador
Instrumentos ocasionais: mellotron
Álbuns gravados:  todos os lançamentos do Black Sabbath do Black Sabbath (1970) ao Born Again (1983), Dehumanizer (1992), Cross Purposes (1994), Cross Purposes Live (1995), e do  Reunion (1998) em diante
Ozzy Osbourne
Período: 1968–1977, 1978–1979, 1997-2006, 2011–2017, 2025
Instrumentos: vocais
Instrumentos ocasionais: harmônica, sintetizador
Álbuns gravados:  todos os lançamentos do Black Sabbath do Black Sabbath (1970) ao Never Say Die! (1978), Reunion (1998), Past Lives (2002), 13 (2013), Live... Gathered in Their Masses (2013), The End  (2016)
Bill Ward
Período: 1968–1980, 1982–1983,  1994, 1997-2006,  2011–2012, 2025
Instrumentos: bateria, percussão, vocal de apoio
Instrumentos ocasionais: vocal principal
Álbuns gravados:  todos os lançamentos do Black Sabbath do Black Sabbath (1970) ao Heaven and Hell (1980), Born Again (1983), Reunion (1998), Past Lives (2002)- Tony Iommi é o único membro consistente do Black Sabbath.

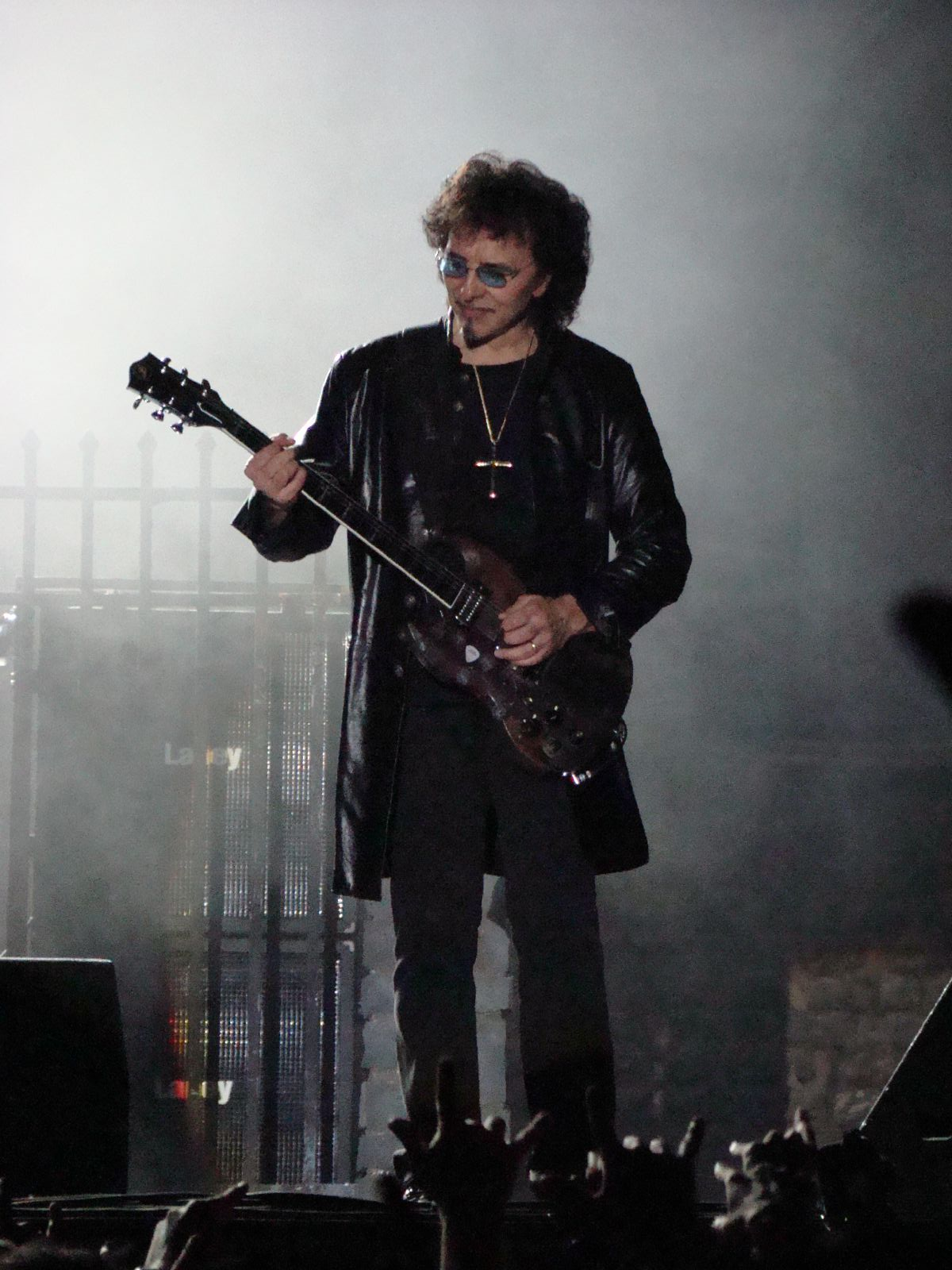
Tony Iommi é o único membro consistente do Black Sabbath.
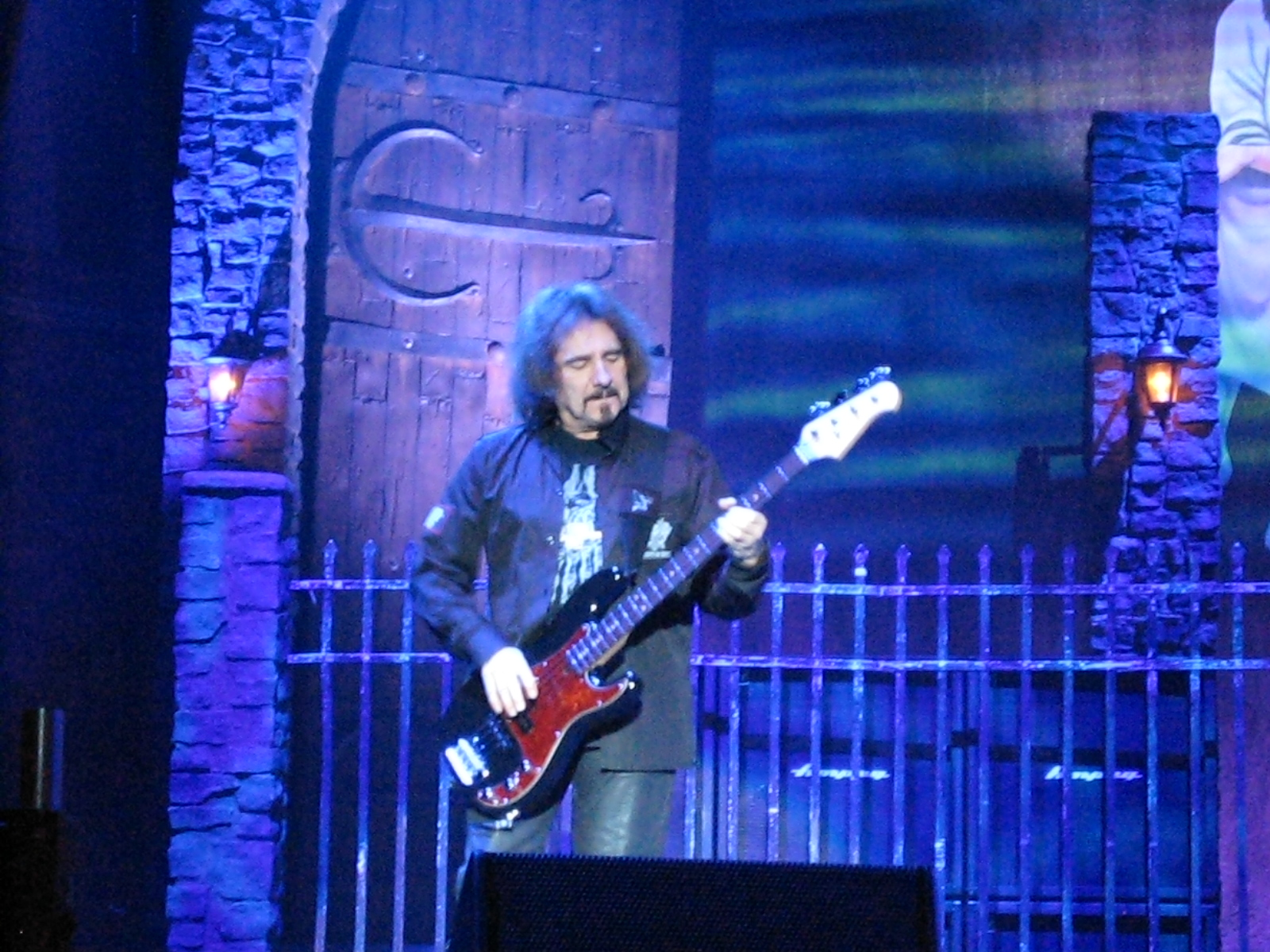
Geezer Butler também foi membro da banda Heaven and Hell.
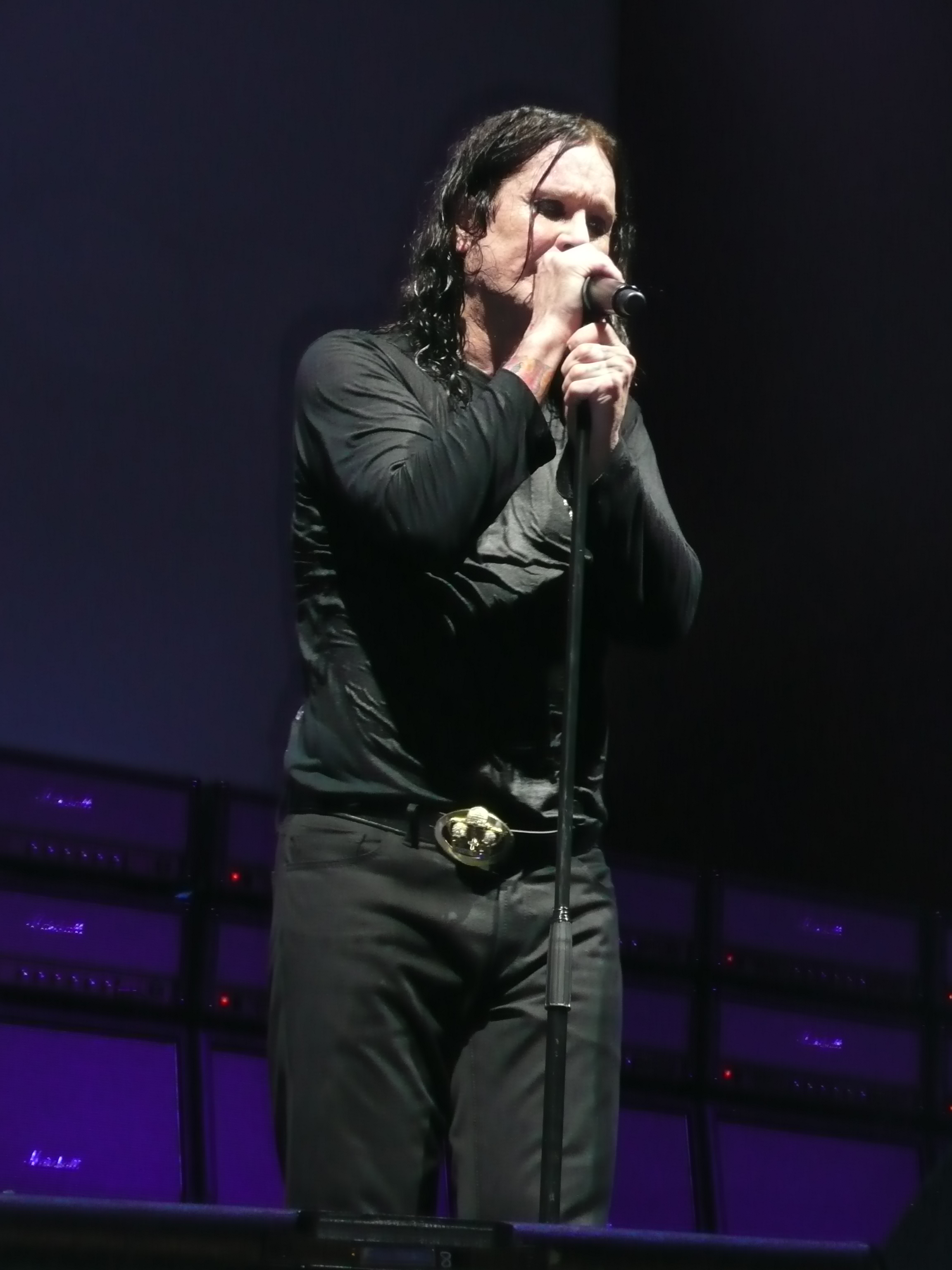
Depois de ser despedido da banda em 1979, Osbourne obteve uma carreira solo de sucesso.
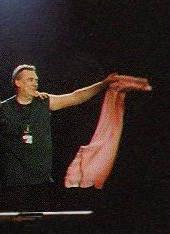
Bill Ward durante a turnê de despedida na Alemanha, em 1999. O mesmo não retornou para a turnê de despedida por problemas de saúde.

## Membros antigos
| Dave Walker Período: 1977-1978 Instrumentos: vocal Álbuns gravados: nenhum Ronnie James Dio (R.I.P.) Período: 1979–1982, 1991–1993, 2006-2010 Instrumentos: vocal Álbuns gravados: Heaven and Hell (1980), Mob Rules (1981), Live Evil (1982), Dehumanizer (1992), The Dio Years (2006), Live at Hammersmith Odeon (2007) Geoff Nicholls (R.I.P.) Período: 1979–2004 Instrumentos: teclado Instrumentos ocasionais: baixo, segunda guitarra Álbuns gravados: todos os lançamentos do Black Sabbath do Heaven and Hell (1980) ao Live at Hammersmith Odeon (2007) Craig Gruber (R.I.P.) Período: 1979 Instrumentos: baixo Álbuns gravados: nenhum Vinny Appice Período: 1980–1982, 1991–1992, 1998, 2006-2010 Instrumentos: bateria Álbuns gravados: Mob Rules (1981), Live Evil (1982), Dehumanizer (1992), The Dio Years (2006), Live at Hammersmith Odeon (2007) Ian Gillan Período: 1983–1984 Instrumentos: vocal Álbuns gravados: Born Again (1983) Bev Bevan Período: 1983–1984, 1987 Instrumentos: bateria, percussão Álbuns gravados: The Eternal Idol (1987) - apenas "Scarlet Pimpernel" e "Eternal Idol" Ron Keel Período:1984 Instrumentos: vocal Álbuns gravados: nenhum David Donato Período:1984 Instrumentos: vocal Álbuns gravados: nenhum Jeff Fenholt Período: 1984-1985 Instrumentos: vocal Álbuns gravados: nenhum | Gordon Copley Período: 1985 Instrumentos: baixo Álbuns gravados: nenhum Eric Singer Período: 1985–1987 Instrumentos: bateria Álbuns gravados: Seventh Star (1986), The Eternal Idol (1987) Dave Spitz Período: 1985–1987 Instrumentos: baixo Álbuns gravados: Seventh Star (1986) Glenn Hughes Período: 1985–1986 Instrumentos: vocal Álbuns gravados: Seventh Star (1986) Ray Gillen (R.I.P.) Período: 1986–1987 Instrumentos: vocal Álbuns gravados: nenhum Bob Daisley Período: 1986 Instrumentos: baixo Álbuns gravados: The Eternal Idol (1987) Tony Martin Período: 1987–1991, 1993–1997 Instrumentos: vocal Álbuns gravados: The Eternal Idol (1987), Headless Cross (1989), TYR (1990), Cross Purposes (1994), Cross Purposes Live (1995), Forbidden (1995) Jo Burt Período: 1987 Instrumentos: baixo Álbuns gravados: nenhum Cozy Powell (R.I.P.) Período: 1988–1991, 1994–1995 Instrumentos: bateria Álbuns gravados: Headless Cross (1989), TYR (1990), Forbidden (1995) Laurence Cottle Período: 1988–1989 Instrumentos: baixo Álbuns gravados: Headless Cross (1989) Neil Murray Período: 1989–1991, 1994–1996 Instrumentos: baixo Álbuns gravados: TYR (1990), Forbidden (1995) Bobby Rondinelli Período: 1993–1994, 1995 Instrumentos: bateria Álbuns gravados: Cross Purposes (1994), Cross Purposes Live (1995) |

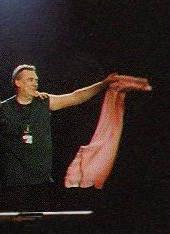
Bill Ward, baterista original que gravou 10 discos com o Sabbath.
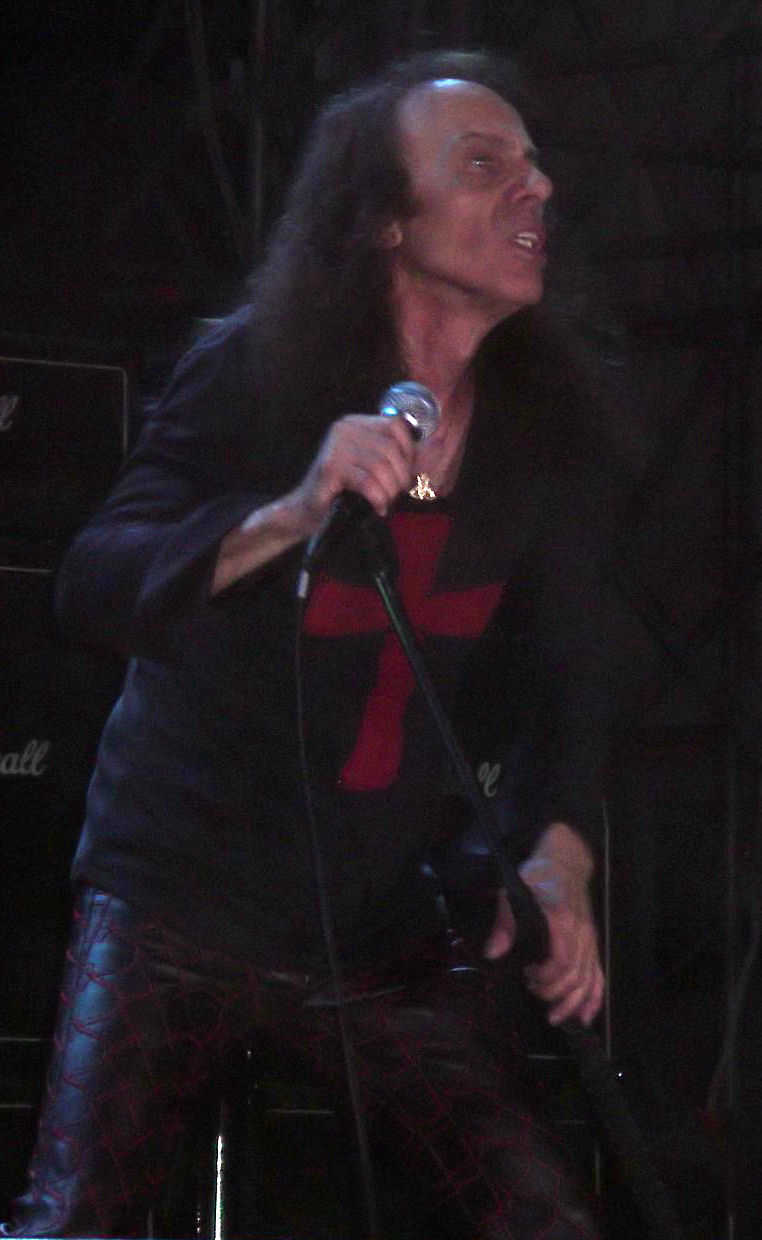
Ronnie James Dio gravou 4 discos  de sucesso com o Black Sabbath/Heaven & Hell.
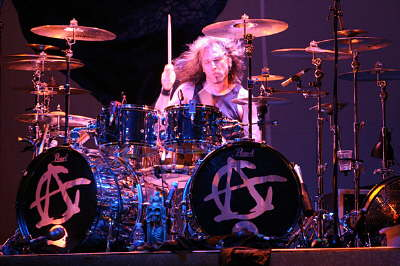
Eric Singer teve uma rápida passagem pelo Sabbath entre 1985 e 1987.

## Outros contribuidores
| Rick Wakeman Período: 1973 Instrumentos: teclado Álbuns gravados: Sabbath Bloody Sabbath (1973) – apenas "Sabbra Cadabra" Gerald "Jezz" Woodruffe Período: 1975-1977 Instrumentos: teclado Álbuns gravados: Sabotage (1975), Technical Ecstasy (1976) Don Airey Período: 1978 Instrumentos: teclado Álbuns gravados: Never Say Die! (1978) John Elstar Período: 1978 Instrumentos: harmônica Álbuns gravados: Never Say Die! (1978) – apenas "Swinging the Chain" Gordon Copley Período: 1985 Instrumentos: baixo Álbuns gravados: Seventh Star (1986) – apenas "No Stranger to Love" Brian May Período: 1988 Instrumentos: guitarra Álbuns gravados: Headless Cross (1989) – apenas "When Death Calls" Ice-T Período: 1994/1995 Instrumentos: vocal Álbuns gravados: Forbidden (1995) – somente "The Illusion of Power" Brad Wilk Período: 2012–2013 Instrumentos: bateria Álbuns gravados: 13 (2013), The End (2016) | Terry Chimes Período: 1987-1988 Instrumentos: bateria Álbuns gravados: nenhum Rob Halford Período: 1992, 2004 Instrumentos: vocal Shannon Larkin Período: 1997 Instrumentos: bateria Mike Bordin Período: 1997 Instrumentos: bateria Adam Wakeman Período: 2004-2006, 2011-2017 Instrumentos: teclado, segunda guitarra Álbuns gravados: Live... Gathered in Their Masses (2013), The End (2016) Tommy Clufetos Período: 2012–2017 Instrumentos: bateria Álbuns gravados: Live... Gathered in Their Masses (2013), The End (2016) |

## Lista de formações por período
| (1969-1977)                            | - Ozzy Osbourne - vocal - Tony Iommi - guitarra - Geezer Butler - baixo - Bill Ward - bateria                                     |
| (1977-1978)                            | - Dave Walker - vocal - Tony Iommi - guitarra - Geezer Butler - baixo - Bill Ward - bateria                                       |
| (1978-1979)                            | - Ozzy Osbourne - vocal - Tony Iommi - guitarra - Geezer Butler - baixo - Bill Ward - bateria                                     |
| (1979-1980)                            | - Ronnie James Dio - vocal - Tony Iommi - guitarra - Geezer Butler - baixo - Bill Ward - bateria                                  |
| (1980-1982)                            | - Ronnie James Dio - vocal - Tony Iommi - guitarra - Geezer Butler - baixo - Vinny Appice - bateria                               |
| (1982-1983)                            | - Ian Gillan - vocal - Tony Iommi - guitarra - Geezer Butler - baixo - Bill Ward - bateria                                        |
| (1983-1984)                            | - Ian Gillan - vocal - Tony Iommi - guitarra - Geezer Butler - baixo - Bev Bevan - bateria                                        |
| (1984-1985)                            | - David Donato - vocal - Tony Iommi - guitarra - Geezer Butler - baixo - Bill Ward - bateria                                      |
| (13 de Julho de 1985) Live Aid reunião | - Ozzy Osbourne - vocal - Tony Iommi - guitarra - Geezer Butler - baixo - Bill Ward - bateria                                     |
| (1985-1986)                            | - Glenn Hughes - vocal - Tony Iommi - guitarra - Dave Spitz - baixo - Geoff Nicholls - teclados, guitarra - Eric Singer - bateria |

| (1986)      | - Ray Gillen - vocal - Tony Iommi - guitarra - Dave Spitz - baixo - Geoff Nicholls - teclados, guitarra - Eric Singer - bateria          |
| (1986)      | - Ray Gillen - vocal - Tony Iommi - guitarra - Bob Daisley - baixo - Geoff Nicholls - teclados, guitarra - Eric Singer - bateria         |
| (1987)      | - Ray Gillen - vocal - Tony Iommi - guitarra - Geoff Nicholls - teclados, baixo, guitarra                                                |
| (1987)      | - Tony Martin - vocal - Tony Iommi - guitarra - Dave Spitz - baixo - Geoff Nicholls - teclados, guitarra - Bev Bevan - bateria           |
| (1987-1988) | - Tony Martin - vocal - Tony Iommi - guitarra - Jo Burt - baixo - Geoff Nicholls - teclados, guitarra - Terry Chimes - bateria           |
| (1988-1989) | - Tony Martin - vocal - Tony Iommi - guitarra - Laurence Cottle - baixo - Geoff Nicholls - teclados, guitarra - Cozy Powell - bateria    |
| (1989-1991) | - Tony Martin - vocal - Tony Iommi - guitarra - Neil Murray - baixo - Geoff Nicholls - teclados, guitarra - Cozy Powell - bateria        |
| (1991-1992) | - Ronnie James Dio - vocal - Tony Iommi - guitarra - Geezer Butler - baixo - Vinny Appice - bateria                                      |
| (1992-1994) | - Tony Martin - vocal - Tony Iommi - guitarra - Geezer Butler - baixo - Geoff Nicholls - teclados, guitarra - Bobby Rondinelli - bateria |

| (1994)      | - Tony Martin -vocal - Tony Iommi - guitarra - Geezer Butler - baixo - Geoff Nicholls - teclados, guitarra - Bill Ward - bateria       |
| (1994-1995) | - Tony Martin - vocal - Tony Iommi - guitarra - Neil Murray - baixo - Geoff Nicholls - teclados, guitarra - Cozy Powell - bateria      |
| (1995-1997) | - Tony Martin - vocal - Tony Iommi - guitarra - Neil Murray - baixo - Geoff Nicholls - teclados, guitarra - Bobby Rondinelli - bateria |
| (1997)      | - Ozzy Osbourne - vocal - Tony Iommi - guitarra - Geezer Butler - baixo - Mike Bordin - bateria                                        |
| (1997-1998) | - Ozzy Osbourne - vocal - Tony Iommi - guitarra - Geezer Butler - baixo - Bill Ward - bateria                                          |
| (1998)      | - Ozzy Osbourne - vocal - Tony Iommi - guitarra - Geezer Butler - baixo - Vinny Appice - bateria                                       |
| (1999-2006) | - Ozzy Osbourne - vocal - Tony Iommi - guitarra - Geezer Butler - baixo - Bill Ward - bateria                                          |
| (2011-2012) | - Ozzy Osbourne - vocal - Tony Iommi - guitarra - Geezer Butler - baixo - Bill Ward - bateria                                          |
| (2012-2017) | - Ozzy Osbourne - vocal - Tony Iommi - guitarra - Geezer Butler - baixo                                                                |